# 阿恩贾德
阿恩贾德（Anjad），是印度中央邦Barwani县的一个城镇。总人口22890（2001年）。

## 人口
该地2001年总人口22890人，其中男性11668人，女性11222人；0—6岁人口3747人，其中男1889人，女1858人；识字率59.00%，其中男性为67.60%，女性为50.06%。